# Lotario Udo II della marca del Nord
Lotario Udo II (1025 circa – 4 maggio 1082) fu margravio del Nordmark dal 1057 alla morte, margravio di Zeitz dal 1068 alla morte e conte di Stade (come Lotario Udo III) dal 1057 alla morte.

## Biografia
Era l'unico figlio di Lotario Udo I degli Udonidi e di Adelaide di Rheinfelden.
La base di potere della sua famiglia si trovava attorno a Harsefeld e Stade ma, grazie a matrimoni vantaggiosi, avevano il controllo di quasi l'intero terzo orientale del ducato di Sassonia consistente in terre e diritti.
Nel 1044 Guglielmo divenne margravio della marca del Nord. Nel 1056 i sassoni furono sconfitti dai Liutici nella battaglia di Pritzlawa e Guglielmo fu ucciso. L'imperatore Enrico III nomino margravio Lotario Udo I: quest'ultimo però morì dopo pochi mesi di governo e l'imperatore nello stesso periodo. Lotario Udo II ereditò i domini paterni da una posizione molto forte e divenne margravio l'anno successivo. Vendicò il padre perseguitando i suoi assassini, riuscendo ad uccidere il fratellastro Egberto, il quale aveva partecipato alla congiura.
Inizialmente Lotario si oppose ai Billunghi e all'arcivescovo Adalberto di Brema. Adalberto aveva acquisito una grande influenza sul giovane re Enrico IV di Franconia e progettò di estendere l'influenza della sua arcidiocesi di Amburgo-Brema sulle varie piccole contee della Sassonia, in particolare tra l'Elba e il Weser, al fine di evangelizzare meglio gli slavi. Nel 1063 Adalberto riuscì ad annettere la contea di Stade di Lotario. Inizialmente l'arcivescovo sostenne Lotario per essere da contrappeso all'influenza dei Billunghi in Sassonia, ma presto scoppiarono conflitti militari tra gli Udonidi e i Billunghi.
Dopo che Enrico IV raggiunse la maggiore età nel 1065, Lotario recuperò nel 1066 i suoi territori perduti dai Billunghi e da Adalberto, i quali subirono una grave battuta d'arresto. Nel 1068 a Lotario fu concessa la marca di Zeitz. Nello stesso anno lui ed Enrico attaccarono i Liutici lungo l'Elba, ma nel 1069 dovettero ritirarsi senza aver conseguito successi.
Nel 1071 Lotario fu coinvolto nella cospirazione di Bardowiek e nella rivota dei Sassoni. Nel 1073 era dalla parte del re, ma la politica di Adalberto e del suo successore Liemaro lo mise in conflitto con il partito reale. Nel 1075 combatté sotto il ribelle Ottone di Nordheim nella battaglia di Langensalza contro il re; nella battaglia, secondo Lamberto di Hersfeld, per poco con uccise con la sua spada il duca di Svevia Rodolfo, salvato dal nasale dell'elmo. Furono sconfitti. Lotario fece subito pace con il re per permettere a suo figlio, preso in ostaggio, di liberarsi. Il resto dei nobili sassoni attraversò lunghe trattative.
A Lotario successe come margravio e conte di Stade suo figlio Enrico nel 1082.

## Matrimonio e figli
Lotario Udo II sposò Oda di Werl, figlia di Ermanno III, conte di Werl, e sua moglie Richenza (nata attorno al 1050), figlia di Ottone II di Svevia (anche se risulta da ricerche recenti che in realtà Ottone II non ebbe nessun figlio). Essi ebbero:
- Enrico I il Lungo, margravio del Nordmark e conte di Stade (come Enrico III) (circa 1065–27 giugno 1087), sposò Adelaide di Kiev;
- Lotario Udo III, margravio del Nordmark e conte di Stade (con il nome Lotario Udo IV) (circa 1070–2 giugno 1106);
- Rodolfo I, margravio del Nordmark e conte di Stade († 7 dicembre 1124), che sposò Riccarda, figlia di Ermanno, conte di Sponheim-Lavanttal († 22 luglio 1118), dal 1080 burgravio di Magdeburgo, fratello dell'arcivescovo Arduico di Magdeburgo. Essi ebbero Udo IV, Rodolfo II, Liutgarda di Stade (che sposò tre persone incluso Eric III di Danimarca), Arduico, conte di Stade e arcivescovo di Brema e Riccarda di Stade;
- Sigfrido († circa 1111), rettore a Magdeburgo;
- Adelaide (Adelheid) (circa 1065-18 ottobre 1110), che sposò in prime nozze Federico III, conte di Goseck (circa 1065–5 febbraio 1085), anche conte di Putelendorf e conte palatino di Sassonia; sposò in seconde nozze Luigi il Saltatore, conte di Schauenburg (vicino a Friedrichroda, Turingia; 1042-1123) anche conte di Turingia;
- figlia dal nome sconosciuto, badessa di Alsleben.

## Ascendenza
|                                     |   |                      | Genitori                |  |  | Nonni |  |  | Bisnonni          |  |  | Trisnonni           |  |
|                                     |   |                      |                         |  |  |       |  |  | Enrico I di Stade |  |  | Lotario II di Stade |  |
|                                     |   |                      |                         |  |  |       |  |  | Enrico I di Stade |  |  | Lotario II di Stade |  |
|                                     |   | Swanhild di Sassonia |                         |  |  |       |  |  | Enrico I di Stade |  |  |                     |  |
| Sigfrido II di Stade                |   |                      |                         |  |  |       |  |  | Enrico I di Stade |  |  |                     |  |
|                                     |   | Giuditta di Wetterau | Odo di Wetterau         |  |  |       |  |  |                   |  |  |                     |  |
|                                     |   | Giuditta di Wetterau | Odo di Wetterau         |  |  |       |  |  |                   |  |  |                     |  |
|                                     |   | Giuditta di Wetterau | Cunegonda di Vermandois |  |  |       |  |  |                   |  |  |                     |  |
| Lotario Udo I della marca del Nord  |   | Giuditta di Wetterau |                         |  |  |       |  |  |                   |  |  |                     |  |
|                                     |   | Gerone di Alsleben   | Sigfrido di Alsleben    |  |  |       |  |  |                   |  |  |                     |  |
|                                     |   | Gerone di Alsleben   | Sigfrido di Alsleben    |  |  |       |  |  |                   |  |  |                     |  |
|                                     |   | Gerone di Alsleben   | Hathui                  |  |  |       |  |  |                   |  |  |                     |  |
| Adele di Alsleben                   |   | Gerone di Alsleben   |                         |  |  |       |  |  |                   |  |  |                     |  |
|                                     |   | Adela                | …                       |  |  |       |  |  |                   |  |  |                     |  |
|                                     |   | Adela                | …                       |  |  |       |  |  |                   |  |  |                     |  |
|                                     |   | Adela                | …                       |  |  |       |  |  |                   |  |  |                     |  |
| Lotario Udo II della marca del Nord |   | Adela                |                         |  |  |       |  |  |                   |  |  |                     |  |
|                                     | … | …                    |                         |  |  |       |  |  |                   |  |  |                     |  |
|                                     | … | …                    |                         |  |  |       |  |  |                   |  |  |                     |  |
|                                     | … | …                    |                         |  |  |       |  |  |                   |  |  |                     |  |
| …                                   | … |                      |                         |  |  |       |  |  |                   |  |  |                     |  |
|                                     |   | …                    | …                       |  |  |       |  |  |                   |  |  |                     |  |
|                                     |   | …                    | …                       |  |  |       |  |  |                   |  |  |                     |  |
|                                     |   | …                    | …                       |  |  |       |  |  |                   |  |  |                     |  |
| Adelaide di Rheinfelden             |   | …                    |                         |  |  |       |  |  |                   |  |  |                     |  |
|                                     |   | …                    | …                       |  |  |       |  |  |                   |  |  |                     |  |
|                                     |   | …                    | …                       |  |  |       |  |  |                   |  |  |                     |  |
|                                     |   | …                    | …                       |  |  |       |  |  |                   |  |  |                     |  |
| …                                   |   | …                    |                         |  |  |       |  |  |                   |  |  |                     |  |
|                                     |   | …                    | …                       |  |  |       |  |  |                   |  |  |                     |  |
|                                     |   | …                    | …                       |  |  |       |  |  |                   |  |  |                     |  |
|                                     |   | …                    | …                       |  |  |       |  |  |                   |  |  |                     |  |
|                                     |   | …                    |                         |  |  |       |  |  |                   |  |  |                     |  |